# Territoires ennemis occupés
1918–1920
Entités précédentes :
- Empire ottoman
- Pachalik de Damas 1599-1864
- Royaume arabe de Syrie (25 juillet 1920)

Entités suivantes :
- Turquie
- Palestine mandataire
- Mandat français
• État du Grand Liban
• Territoire des Alaouites
• État d'Alep
• État de Damas
- Mandat britannique
•  Palestine mandataire
•  Émirat de Transjordanie

Les Territoires ennemis occupés (abrégés TEO ; en anglais : Occupied Enemy Territory ; en arabe : إدارة أراضي العدو المحتلة) sont des zones sous administration militaire conjointe britannique, française et arabe dans le Levant, zones qui faisaient partie antérieurement de Empire ottoman. Les territoires ennemis occupés sont créés le 23 octobre 1917 à la suite de la campagne du Sinaï et de la Palestine et de la révolte arabe pendant la Première Guerre mondiale. La création de ces territoires est proclamée par l'armée britannique, qui contrôlait la région ; elle est suivie le 30 septembre 1918 par le modus vivendi anglos-français (en) dans lequel il était convenu que les Britanniques donneraient aux Français le contrôle de certaines zones, et aux Hachémites le contrôle conjoint de la zone orientale conformément à la solution chérifienne (en) de T.E. Lawrence (le plan de T.E. Lawrence visait à faire de trois des quatre fils du chérif Hussein des chefs d'État dans des pays nouvellement créés à travers le Moyen-Orient : le deuxième fils de Hussein, Abdullah, dirigeant Bagdad et la Basse Mésopotamie, le troisième fils, Fayçsal en Syrie, et le quatrième fils, Zeid en Haute Mésopotamie).
Le 8 mars 1920, le Congrès syrien proclama le royaume arabe de Syrie. Le 25 avril, la Société des Nations (SDN) institua dans leur principe le mandat français en Syrie et au Liban (TEO ouest et est) et le mandat britannique pour la Palestine (TEO sud). Le royaume arabe de Syrie se rendit le 25 juillet.
En août-septembre de la même année, les zones administrées par la France (TEO Ouest et TEO Est) furent divisées en :
- l'État du Grand Liban (arrêté no 318 du 31 août 1920) ;
- le territoire des Alaouites (arrêté no 319 du 31 août 1920 ; devenu plus tard « État des Alaouites ») ;
- l'État d'Alep (arrêté no 330 du 1er septembre 1920) ;
- l'État de Damas (idem), dont serait détaché l'État des Druzes en 1921.

Le 16 septembre 1922, le Conseil de la Société des Nations vote une résolution agréant la proposition de la part du Royaume-Uni d’exclure la Transjordanie de l’ensemble du territoire de la Palestine (TEO Sud). Le mandat britannique définitif entre en vigueur le 29 septembre 1923.
Le TEO Nord, correspondant au vilayet d'Adana, en Cilicie, et au vilayet d'Alep est quasi intégralement récupéré par la Turquie lors de la guerre d'indépendance turque en 1922.
Le sandjak d'Alexandrette reste une zone particulière selon le traité d'Ankara.